# New York Film Critics Circle Awards 1955
La 21ª edizione della cerimonia dei New York Film Critics Circle Awards, annunciata il 27 dicembre 1955, si è tenuta il 21 gennaio 1956 ed ha premiato i migliori film usciti nel corso del 1955.

## Vincitori

### Miglior film
- Marty, vita di un timido (Marty), regia di Delbert Mann

### Miglior regista
- David Lean - Tempo d'estate (Summertime)

### Miglior attore protagonista
- Ernest Borgnine - Marty, vita di un timido (Marty)

### Miglior attrice protagonista
- Anna Magnani - La rosa tatuata (The Rose Tattoo)

### Miglior film in lingua straniera
- I diabolici (Les diaboliques), regia di Henri-Georges Clouzot • Francia
- Umberto D., regia di Vittorio De Sica • Italia